# Manihot sagittatopartita
Manihot sagittatopartita är en törelväxtart som beskrevs av Johann Baptist Emanuel Pohl. Manihot sagittatopartita ingår i släktet Manihot och familjen törelväxter. Inga underarter finns listade i Catalogue of Life.